# Cultura nurágica

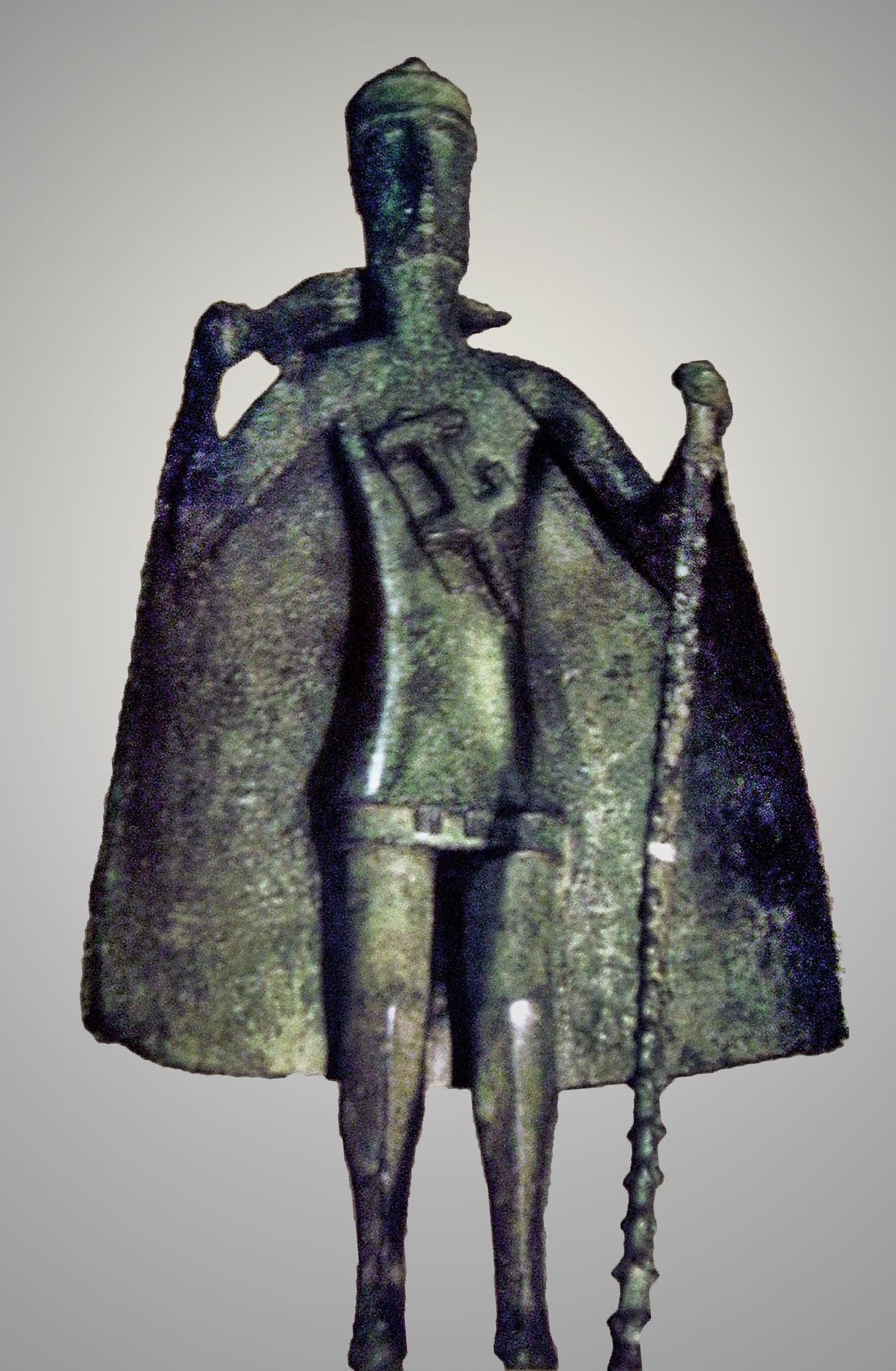
Estatuilla de bronce de un jefe nurágico de Uta. Museo arqueológico nacional de Cagliari.

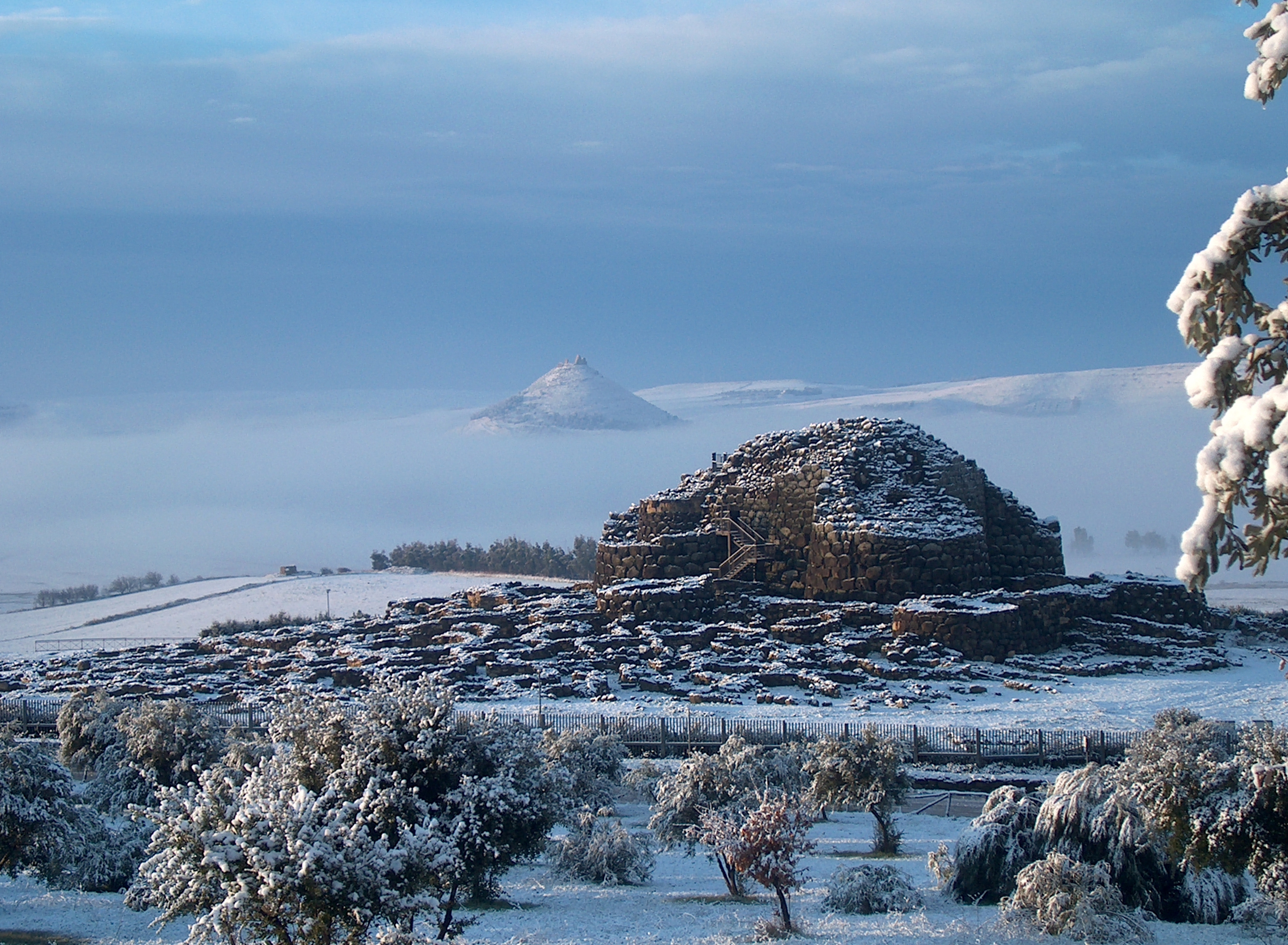
Su Nuraxi de Barumini, incluida en el Patrimonio Mundial de la Humanidad desde 1997.

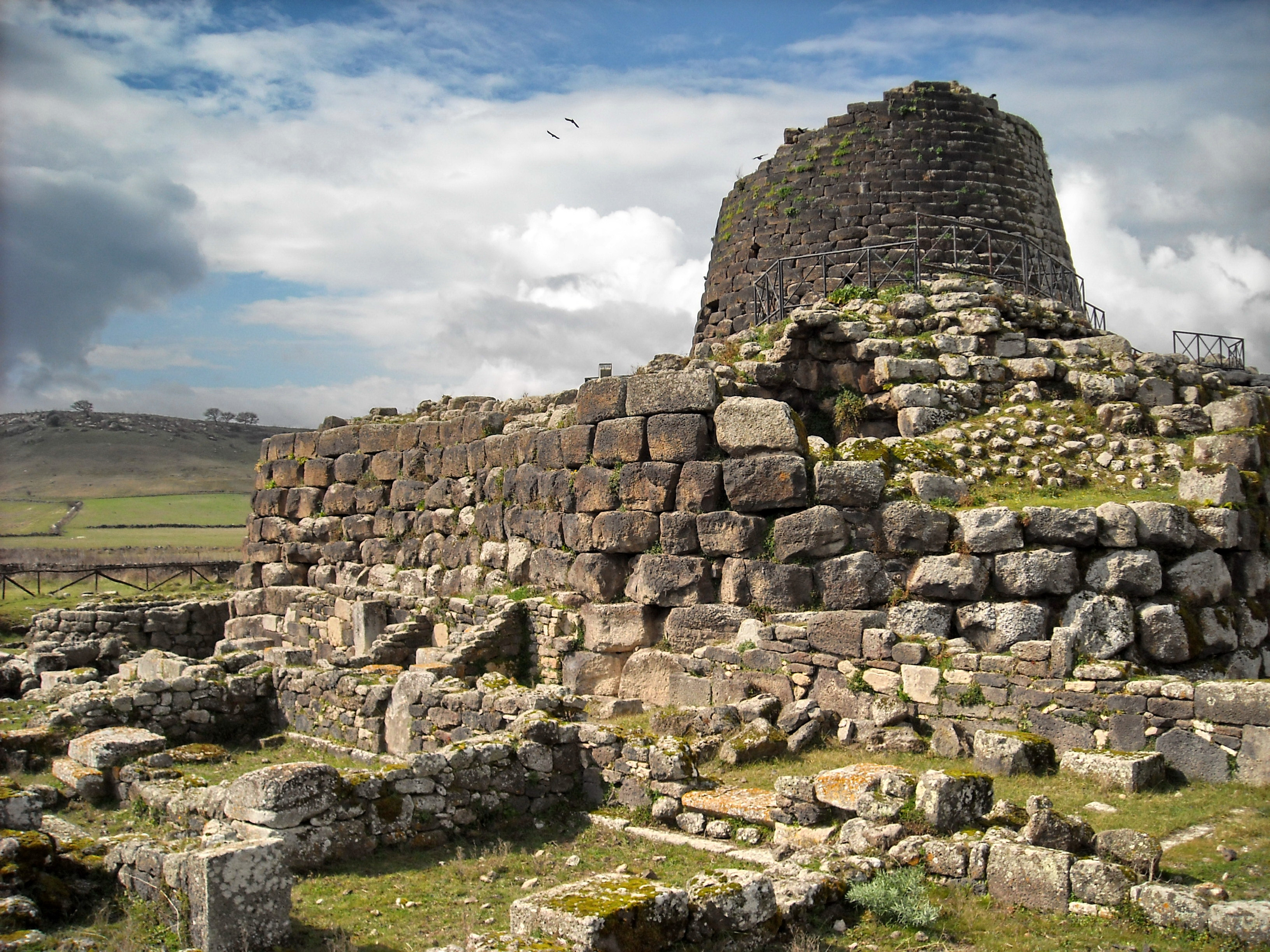
Nuraga Santu Antine en Torralba

La cultura nurágica surgió hacia el 1700 a. C. en Cerdeña (en la Edad del Bronce media) y se difundió también por Córcega. Abarca un período que va desde la Edad del Bronce (del 1700 a. C. en adelante) hasta el año 238 a. C., cuando la isla fue conquistada por la República romana.
Debe su nombre a los nuragas, características torres-fortalezas en las que se aplica el principio de la falsa cúpula, originario del Mediterráneo oriental. Los nuragas son los vestigios más elocuentes y fueron el fruto de la evolución de una cultura megalítica preexistente, constructora de dólmenes y menhires.
Las torres nurágicas son unánimemente consideradas como los monumentos megalíticos de mayor altura y mejor conservados de Europa. Es discutida cuál sea su función, pues algunos han visto en ellas tumbas monumentales, otros fortalezas, hornos para la fusión de metales, prisiones o templos de culto al Sol. Parece que hay un acuerdo moderno en considerarlas como estructuras defensivas que incluyen graneros y silos.
Pueblo de guerreros y navegantes, los sardos comerciaban con los otros pueblos mediterráneos y su cultura ha producido no solo los característicos complejos nurágicos, sino también la misteriosa aldea de Tiscali, los enigmáticos templos de acqua sacra, las tumbas de los gigantes y las particulares estatuillas de bronce nurágicas.

Durante mucho tiempo su cultura vivió con otras civilizaciones extrañas a la isla, como la fenicia, la púnica y la romana, sin llegar a ser absorbida por ellas.